# Charlottenfels

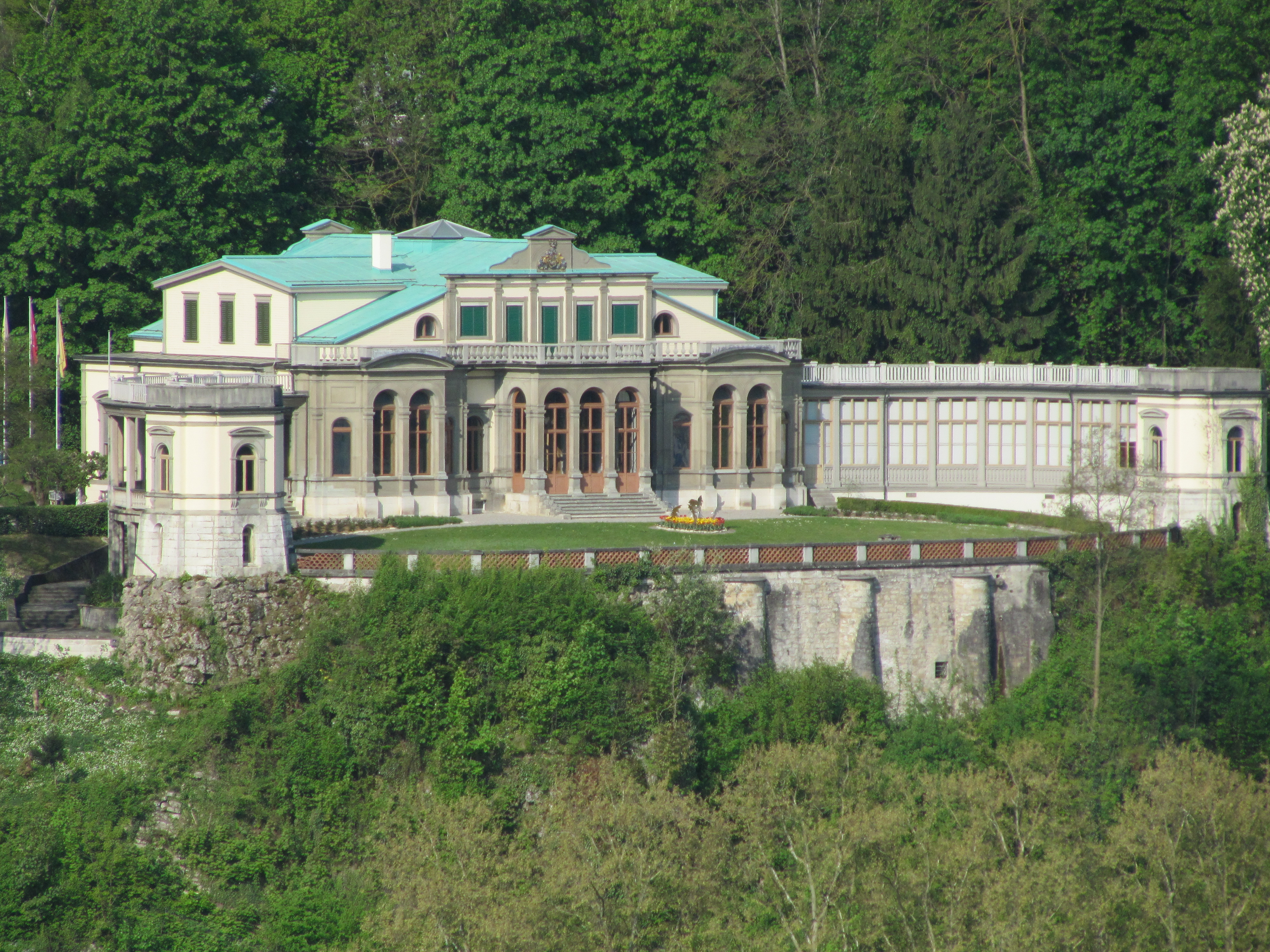
Villa Charlottenfels

Charlottenfels ist eine Villa auf einem Felsen über dem Rhein in der Gemeinde Neuhausen am Rheinfall im Kanton Schaffhausen (Schweiz). Der Industriepionier Heinrich Moser (1805–1874) war Bauherr und Besitzer des Gebäudes und des dazugehörigen Landgutes. In der Literatur wird häufig auch die Bezeichnung Schloss Charlottenfels verwendet.

## Entstehungsgeschichte
Nach seiner Rückkehr aus dem russischen Reich 1848 liess Heinrich Moser den orientalisch anmutenden Landsitz am westlichen Stadtrand von Schaffhausen errichten. Er baute die Villa für seine Frau Charlotte und die fünf gemeinsamen Kinder als Familiensitz. Hans Bendel fertigte Freskos an («Schwur auf dem Rütli», «Trauer um Winkelried», «Nikolaus von der Flüe in Stans», «Schultheiss Wengli»).
Der Sohn Henri Moser (1844–1923) kaufte das Anwesen im Jahr 1906 nach mehrmaligem Besitzerwechsel zurück und schenkte es wenig später dem Kanton Schaffhausen.

## Aktuelle Nutzung
Heute steht das Landgut öffentlichen Bildungsstätten zur Verfügung: der Abteilung Gesundheit und Soziales des Berufsbildungszentrums (BBZ), dem Kindergarten und der «Stiftung altra Schaffhausen». Der Schaffhauser Regierungsrat nutzt die Räumlichkeiten für Tagungen und Empfänge. 
Durch den Neubau des Galgenbucktunnels und der Lage direkt über dem Portal im Bahntal ist das Landgut von Schaffhausen und vom Rhein aus wieder gut sichtbar.